# Merléac
Merléac település Franciaországban, Côtes-d’Armor megyében. Lakosainak száma 463 fő (2022. január 1.). Merléac Allineuc, Le Bodéo, Le Quillio, Saint-Gilles-Vieux-Marché, Saint-Martin-des-Prés, Saint-Thélo és Uzel községekkel határos.

## Népesség
A település népességének változása:
| Lakosok száma | 885  | 639  | 506  | 509  | 471  | 469  | 434  | 431  | 428  | 463  |
|               | 1968 | 1982 | 1990 | 2006 | 2013 | 2015 | 2017 | 2019 | 2020 | 2022 |